# Alfamanosidase
A alfa-manosidase é uma enzima do grupo das glicosídeo hidrolases capaz de hidrolisar ligações glicosídicas de carboidratos, de classe e nomenclatura sistemática EC 3.2.1.24 α-D-manosídeo manohidrolase. Outros nomes conhecidos para essa enzima são α-D-manosidase; p-nitrofenil-α-manosidase; α-D-manopiranosidase; 1,2-α-manosidase; 1,2-α-D-manosidase e exo-α-manosidase. 

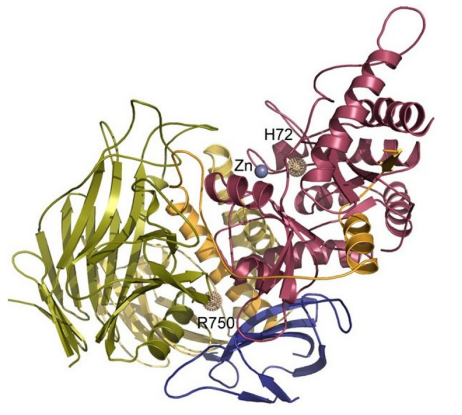
Estrutura tridimensional da alfa-manosidase lisossomal humana. Fonte: Malm (2008)

| Identificadores | Identificadores |
| --------------- | --------------- |
| EC no.          | 3.2.1.24        |
| CAS no.         | 9025-42-7       |
| BRENDA          | Brenda          |
| Expasy          | NiceZyme view   |
| PDB             | RCSB PDB        |

## Reações
A alfa-manosidase catalisa a hidrólise de resíduos terminais não redutores de α-D-manose em α-D-manosídeos, liberando moléculas de manoses. Também pode catalisar reações de transglicosilação por mecanismo de hidrólise e retenção da ligação O-glicosídica. 

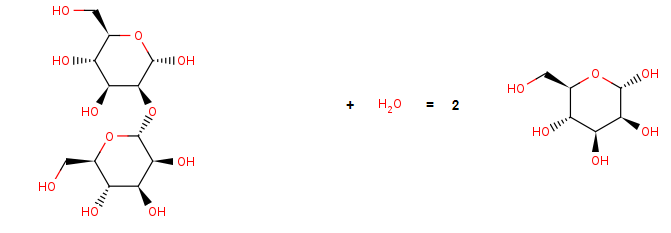
2-O-alfa-D-manopiranosil-D-manopiranose + H2O → 2 alfa-D-manopiranose

## Atividade enzimática
A atividade de alfa-manosidase pode ser medida por diferentes substratos. A reação com 4-metilumbelliferil-alfa-D-manopiranosídeo gera como produto a 4-metilumbeliferona (MU), que em pH alto tem propriedade fluorescente devido a ionização do grupo hidroxila, servindo de parâmetro indireto da atividade enzimática. 

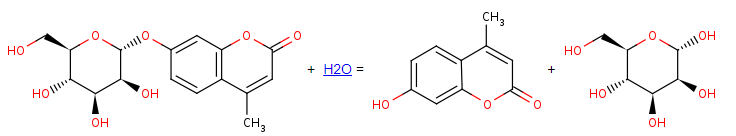
4-metilumbelliferil-alfa-D-manopiranosídeo + H2O → 4-metilumbelliferona + alfa-D-manopiranose

A reação que tem p-nitrofenil-alfa-D-manopiranosídeo como substrato, gera como produto p-nitrofenil, detectado por espectrofotometria.

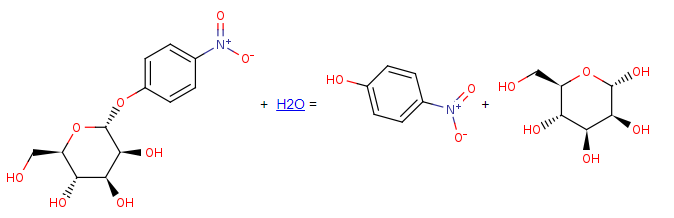
p-nitrofenil-alfa-D-manopiranosídeo + H2O → p-nitrofenol + alfa-D-manopiranose

## Inibição
A inibição é um fenômeno que bloqueia total ou parcialmente a capacidade de catálise de uma enzima, e isso se dá por mecanismos que envolvem parâmetros no meio da reação, ou a ação de moléculas que interferem diretamente nessa reação. Alguns métodos de inibição da alfa-manosidase já foram estudados em diferentes organismos. A enzima extracelular de Aspergillus sp. mostrou-se inibida completamente através de íons metálicos como os de cobre e mercúrio, além da D-glucose.  
A enzima presente no tecido cerebral da espécie de primata Macaca radiata também foi alvo do estudo de inibição, onde a molécula de D-manosilamina foi capaz de inibi-la competitivamente em 15%.  
Já para Saccharomyces cerevisiae, a inibição em 50% da alfa-manosidase se deu com a aplicação do ácido p-cloromercuribenzenossulfônico, onde a atividade enzimática foi restaurada com a adição de mais substrato. 

## Purificação
A purificação de enzimas, assim como a purificação de proteínas em geral, é um processo que permite separar um tipo específico das demais presentes em uma amostra biológica. Dessa forma, é possível realizar uma análise mais aprofundada da enzima de interesse, com uma menor interferência de outras moléculas. A purificação a alfa-manosidose pode se dar por diversas técnicas a partir de variadas fontes conhecidas. No estudo de Kaya et al. (1977), a purificação dessa enzima a partir de Saccharomyces cerevisiae se deu por fracionamento em acetona (centrifugação), tratamento com hidroxiapatita, precipitação em sulfato de amônio e gel filtração. A atividade enzimática foi medida com o substrato p-nitrofenil-alfa-D-manosídeo.   
O extrato cerebral do macaco da espécie Macaca radiata no trabalho de Mathur et al. (1988), foi a fonte da enzima, a qual foi purificada por processo de precipitação em sulfato de amônio, seguida de duas cromatografia de afinidade, primeiro por concanavalina e depois por íon metálico (Co2+), e eletroforese em gel preparativa. Durante o processo, a concentração de enzima foi feita por ultrafiltração com Amicon, e a atividade enzimática foi medida com substratos precursores de p-nitrofenil e alfa-D-manosideo.  

## Propriedades moleculares
Existem fatores capazes de determinar a atividade de uma enzima, uma vez que alteram diretamente algumas de suas propriedades e estabilidade.
- pH

A influência do pH na ação enzimática está relacionada ao estado de ionização dos resíduos de aminoácidos que compõem sua estrutura. Nos sítios catalíticos das enzima, os resíduos de aminoácidos sofrem interações com íons de hidrogênio disponíveis no meio reacional, por isso o pH é um fator determinante para atividade. O pH ótimo de uma enzima pode divergir de acordo com o ambiente onde é feita a reação catalítica originalmente, organismo de extração, além de variar entre enzimas de uma mesma classe. No caso da alfa-manosidase, estudos com Trypanosoma cruzi na fase epimastigota tiveram pH ótimo na faixa de 3,5.  
Enquanto que para a enzima de javali da espécie Sus scrofa, assim como para a enzima do retículo endoplasmático humano, o pH ótimo foi na faixa de 7,0.  
- Temperatura

A temperatura também é um fator crítico para manutenção da atividade. Ela é um mecanismo de fornecimento de energia para as enzimas, de modo a melhorar sua atividade, por isso, temperaturas abaixo do ideal dificultam a execução da catálise. Da mesma forma, temperaturas excessivamente elevadas podem causar a desnaturação da estrutura proteica, tornando a enzima disfuncional. Estudos também relatam a variabilidade de estabilidade frente à temperatura da alfa-manosidase.  Em organismos como Streptococcus pneumoniae e Clostridium perfringens, foram realizados ensaios em temperatura de 25ºC.  Num estudo com Thermotoga maritima, a temperatura de ensaio foi de 80ºC, característica de um organismo termófilo. 

## Cristalização
A cristalização é uma das principais técnicas aplicadas na determinação da estrutura tridimensional de uma proteína, viabilizando o estudo das enzimas, suas conformações e regiões de ligação. Trata-se da organização de moléculas em um retículo onde é formado um cristal sob condições específicas. A estrutura da alfa-manosidase presente no complexo de Golgi de Drosophila melanogaster foi determinada por cristalografia de raio-X em um complexo com inibidores, revelando a atuação do zinco (Zn2+) no sítio de ligação e a importância desse íon metálico para reação. 
A forma recombinante da enzima de camundongo expressa em Pichia pastoris foi cristalizada pelo método de difusão de vapor, onde o aumento da concentração de proteína causa supersaturação e consequente  precipitado amorfo em vez de cristais ordenados.

## Aplicações
A alfa-manosidase é alvo de estudos para diagnóstico de leucemia promielocítica aguda, onde há acúmulo de células bloqueadas na fase promielocítica. Evidências indicam que a desrregulação da atividade das glicohidrolases lisossomais, como a alfa-manosidase, e sua ação exacerbada estão associadas a leucemias. Logo, a alfa-manosidase e sua atividade são um promissor meio diagnóstico. 
Pacientes com doenças degenerativas do sistema nervoso central, como Mal de Parkinson, Alzheimer e Demência frontotemporal, apresentaram queda da atividade de alfa-manosidase no líquido cefalorraquidiano em estudo, assim como outras hidrolases. Esse conhecimento tem potencial aplicação no diagnóstico dessas doenças. 

## Alfa-Manosidose
Além do envolvimento da alfa-manosidase com doenças neurodegenerativas, a enzima pode estar correlacionada a diferentes problemas como anemia, candidíase e até artrite reumatóide.  Contudo, o principal mal associado a enzima é a Alfa-Manosidose. 
A Alfa-Manosidose é uma doença hereditária, caracterizada pela deficiência de alfa-manosidase lisossomal devido a mutações no gene MAN2B1. O MAN2B1 está localizado no cromossomo 19 e é composto por 24 exons que abrangem 21,5 kb. Seu mRNA codifica um polipeptídeo de 988 ou 1011 aminoácidos de acordo com o local de início da tradução.
A herança autossômica recessiva costuma apresentar manifestações clínicas como imunodeficiência, anomalia facial e esquelética, perda da audição e limitação intelectual; porém, tais características não são completamente elucidadas, e podem variar muito entre pacientes. A doença deve ser suspeitada em casos onde essas manifestações são comuns, neonatos, por exemplo, podem não responder a estímulos sonoros e podem apresentar infecções frequentes. São considerados três tipos clínicos:
- Tipo 1: forma leve reconhecível clinicamente após 10 anos de idade, sem anormalidades esqueléticas e progressão muito lenta;
- Tipo 2: forma moderada, clinicamente reconhecível antes dos 10 anos de idade, com anormalidades esqueléticas e

progressão lenta com desenvolvimento de ataxia na faixa dos 20 a 30 anos;
- Tipo 3: forma grave, imediatamente reconhecível, com anormalidades esqueléticas e progressão óbvia, levando

a uma morte prematura do sistema nervoso central primário ou miopatia. 
O método mais eficiente para diagnóstico é a medida da atividade de alfa-manosidase ácida em leucócitos ou outras células nucleadas, como fibroblastos;  além da análise de mutação genética. A detecção de altos níveis de oligossacarídeos de manose na urina é um indício de triagem, mas exige uma análise técnica mais apurada. 